# لايتون غيج
لايتون غيج (بالإنجليزية: Leighton Gage)‏ (13 مايو 1942 في الولايات المتحدة - 26 يوليو 2013، ميامي في الولايات المتحدة)؛ كاتب وروائي أمريكي.